# Линдгрен, Урбан
Урбан Линдгрен (швед. Urban Lindgren; 18 апреля 1973 года, Морьярв) — шведский лыжник, призёр чемпионата мира и этапов Кубка мира.

## Карьера
В Кубке мира Урбан Линдгрен дебютировал в 1995 году, в декабре 2001 года единственный раз в своей карьере одержал победу на этапе Кубка мира, в эстафете. Кроме этого имеет на своём счету 1 попадание в тройку лучших на этапах Кубка мира, так же в эстафете, в личных гонках имеет на своём счету три попадания в десятку лучших. Лучшим результатом Линдгрена в общем итоговом зачёте Кубка мира является 35-е место в сезоне 1999/00.
На Олимпиаде-2002 в Солт-Лейк-Сити занял 13-е место в эстафете и 17-е место вгонке на 15 км классикой.
За свою карьеру принимал участие в одном чемпионате мира, на чемпионате 2001 года в Лахти завоевал серебро в эстафетной гонке, кроме того был 14-м в гонке на 30 км классикой и 25-м в гонке на 15 км классикой.
Урбан Линдгрен завершил профессиональную карьеру по окончании сезона 2001/02.